# Plaubelia involuta
Plaubelia involuta là một loài Rêu trong họ Pottiaceae. Loài này được (Magill) R.H. Zander miêu tả khoa học đầu tiên năm 1993.